# ILife
iLife est une suite logicielle abandonnée pour macOS et iOS développée par Apple. Elle se compose de divers programmes pour la création, l'organisation, l'édition et la publication de médias. Le logiciel comprenait iTunes, iMovie, iPhoto, iDVD, iWeb et GarageBand. Seuls iMovie et GarageBand restent et sont désormais disponibles gratuitement sur le App Store macOS d'Apple. iDVD et iWeb ont été abandonnés et iPhoto a été remplacé par Apple Photos.
On peut dire que iLife a été aujourd’hui remplacé par iWork.
iLife est préinstallé sur les nouveaux ordinateurs Macintosh et était auparavant également vendu sous forme de bundle sur DVD. Avec l'introduction de l'App Store sur macOS, Apple a abandonné le bundle de DVD et s'est tourné vers la vente des applications séparément. Photos, l'application qui a remplacé iPhoto, est désormais un élément essentiel de macOS, tandis qu'iMovie et GarageBand, bien qu'ils soient préinstallés sur tout nouvel ordinateur Mac ou appareil iOS, peuvent être désinstallés s'ils ne sont pas nécessaires. Les mises à jour des applications iLife achetées sur le Mac App Store sont disponibles gratuitement, tandis que le modèle pré-App Store nécessitait l'achat de la suite complète lorsqu'une nouvelle version était sortie.

## Historique
iLife est composé d'une série d'applications destinées à aider les utilisateurs à gérer leur « vie numérique » dans le monde du multimédia. iLife est censée être aux loisirs ce que Microsoft Office est à la bureautique.
iLife est souvent reconnue pour sa simplicité d'utilisation et son approche intuitive, qui permettrait à tout utilisateur amateur de produire des contenus multimédias d'apparence professionnelle.

## Composants
iLife se compose à l'origine de 5 applications complètement intégrées (c’est-à-dire que l'utilisateur peut utiliser les informations de chaque application dans les quatre autres) :
- iPhoto : gestionnaire et éditeur d'images et de photographies
- iMovie : solution complète de montage vidéo pour le particulier (existe encore)
- iDVD : création de DVD
- GarageBand : composition musicale, éditeur de musique (existe encore)
- iWeb : création de sites web (n'est plus présent dans iLife depuis la version '11)

Annoncée le 23 octobre 2013, iLife '13 est la dernière mouture de la suite grand public d'Apple. 
iTunes n'en fait plus partie depuis iLife '06, puisque disponible au téléchargement libre depuis Apple.com/iTunes. 
iWeb ne fait également plus partie de la suite logicielle iLife depuis iLife '11, elle n'est plus distribuée par Apple.